# Cryphia algae
Cryphia algae este o specie de molie din familia Noctuidae, întâlnită în apropierea Mării Mediteraneene din Europa și Orientul Apropiat.